# Curriea flavomaculata
Curriea flavomaculata är en stekelart som först beskrevs av Cameron 1904.  Curriea flavomaculata ingår i släktet Curriea och familjen bracksteklar. Inga underarter finns listade i Catalogue of Life.